# Proza fabularna Cypriana Kamila Norwida

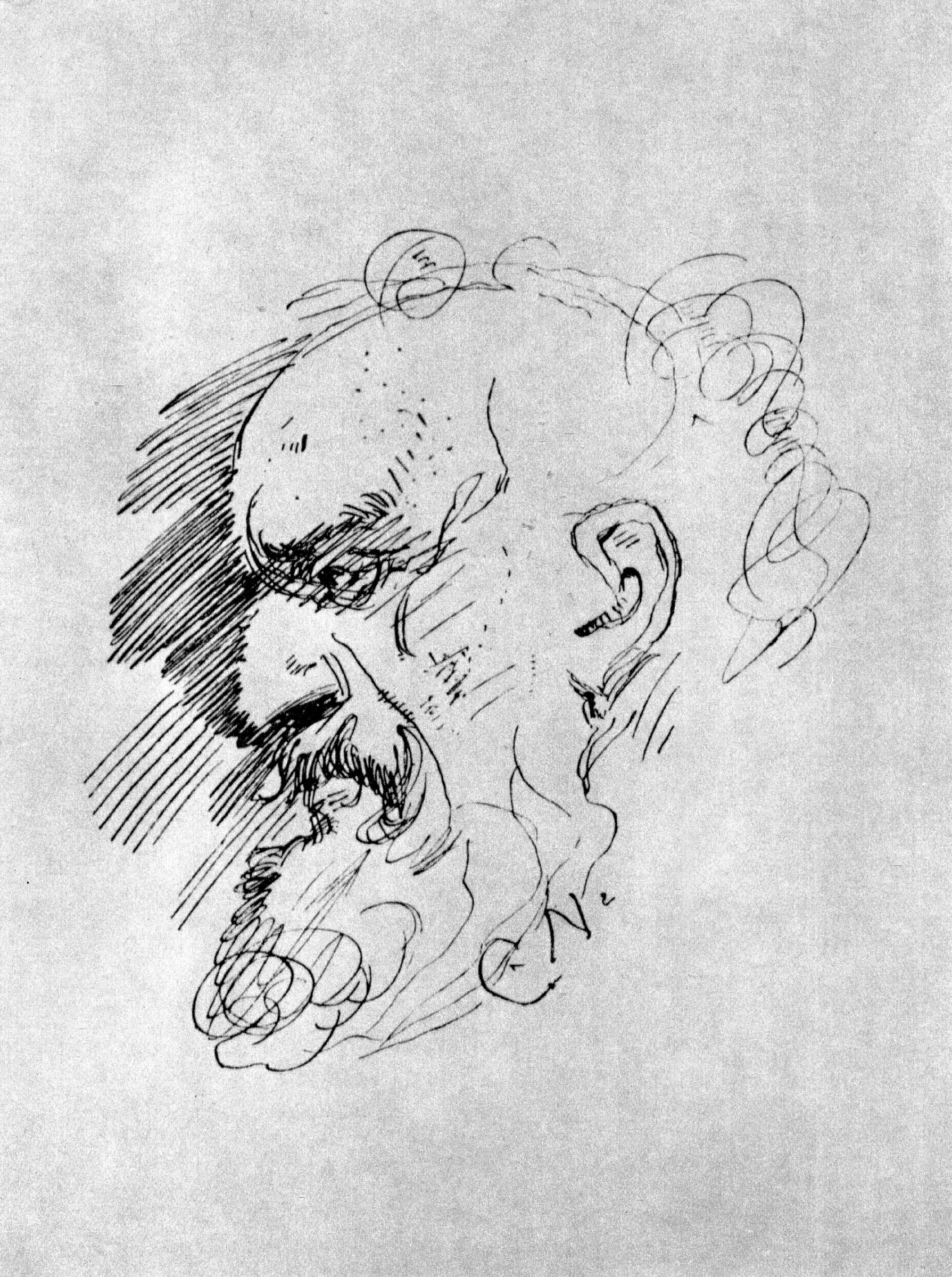
Portret własny. C.K. Norwid (1880)

Proza fabularna Cypriana Kamila Norwida – zbiór pism fabularnych Cypriana Kamila Norwida.

## Zestawienie
| Tytuł                             | Rodzaj      | Powstanie | Publikacja |
| --------------------------------- | ----------- | --------- | ---------- |
| Łaskawy opiekun                   | opowiadanie | 1840      | 1840       |
| Bransoletka                       | legenda     | 1858      | 1863       |
| Cywilizacja. Legenda              | legenda     | 1861      | 1863       |
| Dwie powieści                     | satyra      | 1866      | 1935       |
| Archeologia                       | satyra      | 1866      | 1933       |
| Klary Nagnioszewskiej samobójstwo | humoreska   | 1877      | 1957       |
| Estetyczne poglądy                | humoreska   | 1881      | 1912       |
| Ostatnia z bajek                  | opowiadanie | 1882      | 1902       |
| Stygmat                           | nowela      | 1883      | 1904       |
| «Ad leones»                       | nowela      | 1883      | 1901       |
| Tajemnica lorda Singelworth       | nowela      | 1883      | 1902       |

## Zbiór
Zbiór obejmuje jedenaście utworów. W wydaniu Przesmyckiego z 1912 został nazwany Prozą epicką, przy czym wydawca wyodrębnił z niego jako dodatek Łaskawego opiekuna. W wydaniu z 1937 Przesmycki zachował tytuł działu, zrezygnował jednak z dodatkowego podziału. Wiktor Gomulicki w wydaniu z 1968 wyodrębnił w tym dziale trzy poddziałyː juweniliów, do którego zaliczył Łaskawego opiekuna, prozy epickiej w skład którego weszły legendy Bransoletka i Cywilizacja, bajka Ostatnia z bajek oraz noweleː Stygmat, «Ad leones» i Tajemnica lorda Singelworth; jako trzeci poddział wyodrębnił prozę gawędziarsko-satyryczno-humorystyczną, do której zaliczył Archeologię, Dwie powieści i Estetyczne poglądy. W wydaniu z 1971 zrezygnował z wewnętrznych podziałów tytułując cały działː Pisma fabularne o charakterze fikcji literackiej.  

## Charakterystyka
Najwcześniejszym utworem fabularnym Norwida jest napisany w 1840 Łaskawy opiekun. Do prozy fabularnej powrócił Norwid ponownie dopiero na przełomie lat 50. i 60. W 1858 napisał legendę Bransoletkę oryginalny moralitet, w którym poza akcją rozgrywaną pomiędzy ludźmi ukrywa się akcja prawd i tajemnic chrześcijańskich. W 1861 powstała napisana niedługo po przeczytaniu informacji o katastrofie parowca Pacific legenda Cywilizacja. W 1866 dwa obrazki satyryczneː Dwie powieści związane z niepowodzeniem starań poety o wydanie tomiku Vade-mecum oraz Archeologia – okolicznościowa satyra na typowe polskie małżeństwo ziemiańskie. W 1877 roku powstał żartobliwy drobiazg o pannie grożącej domownikom odebraniem sobie życia Klary Nagnioszewskiej samobójstwo. Kolejny okres wzmożonej twórczości fabularnej przypadł na ostatnie lata życia Norwida. W 1881 powstała humoreska Estetyczne poglądy konfrontująca rubasznego szlachcica z subtelną artystką. W latach zaś 1882-1883 powstała Tetralogia epicka, składająca się z Ostatniej z bajek, Stygmatu, «Ad leones» i Tajemnicy lorda Singelworth.

## Publikacja
Najwcześniejszy utwór z tego zbioru ukazał się w roku jego powstania (1840) w Przeglądzie Warszawskim Literatury, Historii, Statystyki i Rozmaitości. Za życia udało się Norwidowi wydać jeszcze Bransoletkę i Cywilizację, które umieścił w lipskim wydaniu Poezyj (1863). Tetralogię epicką opublikował Przesmycki w Chimerzeː w 1901 – «Ad leones», w 1902 – Tajemnicę lorda Singelworth i Ostatnią z bajek, w 1904 – Stygmat. Estetyczne poglądy wydała w 1912 Konstancja Łozińska w Echu Literacko-Artystycznym. W 1933 Adam Czartkowski opublikował Archeologię w Kurierze Warszawskim pod tytułem Pani na Korczewie. W 1935 Gomulicki wydrukował w Pionieː «Powieści dwie» Norwida. Jako ostatnie ukazało się staraniem Gomulickiego w Nowych książkach w 1957ː Klary Nagnioszewskiej samobójstwo.